# Kronensifaka
Der  Kronensifaka (Propithecus coronatus) ist eine Primatenart aus der Familie der Indriartigen innerhalb der Lemuren. Ehemals galt er als Unterart des Larvensifakas.

## Merkmale
Kronensifakas erreichen eine Kopfrumpflänge von 40 bis 46 Zentimetern, die Schwanzlänge beträgt 48 bis 57 Zentimeter. Das Gewicht variiert zwischen 3,5 und 4,3 Kilogramm, sie zählen zu den kleineren Sifakaarten. Ihr Fell ist überwiegend weiß gefärbt, der Kopf, der Nacken und die Kehle sind dunkelbraun oder schwarz. Die Brust, die Schultern und die Oberarme können manchmal leicht gelblich-braun gefärbt sein. Das Gesicht ist unbehaart und grau gefärbt, die Ohren sind weißlich. Wie bei allen Sifakas sind die Hinterbeine deutlich länger als die Vorderbeine.

## Verbreitung und Lebensraum

Verbreitungsgebiet des Kronensifaka

Diese Primaten kommen wie alle Lemuren nur auf Madagaskar vor. Sie bewohnen ein kleines Gebiet an der Westküste, das zwischen den Flüssen Mahavavy und Betsiboka liegt und sich etwas ins Landesinnere erstreckt. Ihr Lebensraum sind trockene Laubwälder, sie sind bis in 700 Meter Seehöhe zu finden.

## Lebensweise
Kronensifakas sind tagaktive Baumbewohner, die sich im Geäst senkrecht kletternd und springend fortbewegen. Sie leben in Gruppen von zwei bis acht Tieren, die sich aus einem oder mehreren Männchen, einem oder mehreren Weibchen und dem gemeinsamen Nachwuchs zusammensetzen. Es sind territoriale Tiere, ihre Reviere sind mit 1,2 bis 1,5 Hektar sehr klein. Zudem halten sie sich meist in einem kleinen Kerngebiet von nur 0,3 Hektar Größe auf.
In der Trockenzeit beansprucht die Nahrungsaufnahme rund 30 bis 40 % des Tages, der Rest wird rastend verbracht oder für die Interaktion mit Gruppenmitgliedern verwendet. In dieser Zeit fressen sie Knospen, unreife Früchte und Blätter. Die Nahrungszusammensetzung in der Regenzeit ist nicht bekannt.

## Gefährdung
Hauptbedrohung der Kronensifakas ist die Zerstörung ihres Lebensraums durch Abholzungen und die Holzkohleerzeugung. Die IUCN schätzt, dass die Gesamtpopulation in den letzten 30 Jahren (drei Generationen) um mehr als 80 % zurückgegangen ist, und listet die Art als „vom Aussterben bedroht“ (critically endangered).
In Europa wird die Art in Frankreich, Großbritannien, Nordirland und den Niederlanden gepflegt. Einziger deutscher Halter ist der Zoo Heidelberg, der im September 2021 aus dem Zoo Mulhouse ein knapp dreijähriges Tier namens Jao erhielt.

## Belege
1. ↑  Badische Woche, 8./9. Oktober 2021, S. 9.